# Нийонзима, Оливье
Оливье Сефу Нийонзима (руанда , фр. и англ. Olivier Sefu Niyonzima; род. 1 января 1993, Кигали) — руандский футболист, опорный полузащитник клуба «Район Спорт» и сборной Руанды.

## Биография
Оливье родился 1 января 1993 года в Руанде.

## Карьера
Профессиональную карьеру футболиста начал в 2014 году. Его первым клубом стал «Исонга». Проиграв год, он перешёл в «Район Спорт», где отыграл пять лет, а затем перешел в АПР. В 2023 году присоединился к «Кийову». А летом 2024 Оливье вернулся в «Район Спорт».

## Карьера в сборной
Дебютировал за сборную в 2018 году в матче против ЦАР. А дебютный гол забил в 2021 году в ворота Того. Всего сыграл 22 матч, 15 из которых в основном составе.